# Hypnum plicaefolium
Hypnum plicaefolium är en bladmossart som beskrevs av Jean Édouard Gabriel Narcisse Paris 1900. Hypnum plicaefolium ingår i släktet flätmossor, och familjen Hypnaceae. Inga underarter finns listade i Catalogue of Life.